# Уэлдон (Арканзас)
Уэлдон (англ. Weldon, Arkansas) — город, расположенный в округе Джексон (штат Арканзас, США) с населением в 100 человек по статистическим данным переписи 2000 года.

## География
По данным Бюро переписи населения США город Уэлдон имеет общую площадь в 0,78 квадратных километров, водных ресурсов в черте населённого пункта не имеется.
Уэлдон расположен на высоте 68 метров над уровнем моря.

## Демография
По данным переписи населения 2000 года в Уэлдоне проживало 100 человек, 27 семей, насчитывалось 44 домашних хозяйств и 54 жилых дома. Средняя плотность населения составляла около 142,9 человек на один квадратный километр. Расовый состав Уэлдона по данным переписи распределился следующим образом: 95,00 % белых, 2,00 % — чёрных или афроамериканцев, 2,00 % — представителей смешанных рас, 1,00 % — других народностей. Испаноговорящие составили 1,00 % от всех жителей города.
Из 44 домашних хозяйств в 36,4 % — воспитывали детей в возрасте до 18 лет, 45,5 % представляли собой совместно проживающие супружеские пары, в 11,4 % семей женщины проживали без мужей, 38,6 % не имели семей. 36,4 % от общего числа семей на момент переписи жили самостоятельно, при этом 18,2 % составили одинокие пожилые люди в возрасте 65 лет и старше. Средний размер домашнего хозяйства составил 2,27 человек, а средний размер семьи — 3,00 человек.
Население города по возрастному диапазону по данным переписи 2000 года распределилось следующим образом: 27,0 % — жители младше 18 лет, 6,0 % — между 18 и 24 годами, 21,0 % — от 25 до 44 лет, 28,0 % — от 45 до 64 лет и 18,0 % — в возрасте 65 лет и старше. Средний возраст жителей составил 44 года. На каждые 100 женщин в Уэлдоне приходилось 104,1 мужчин, при этом на каждые сто женщин 18 лет и старше приходилось 92,1 мужчин также старше 18 лет.
Средний доход на одно домашнее хозяйство в городе составил 27 188 долларов США, а средний доход на одну семью — 56 250 долларов. При этом мужчины имели средний доход в 29 167 долларов США в год против 18 750 долларов среднегодового дохода у женщин. Доход на душу населения в городе составил 20 161 доллар в год. Все семьи Уэлдоне имели доход, превышающий уровень бедности, 6,2 % от всей численности населения находилось на момент переписи населения за чертой бедности, при этом 9,5 % из них были в возрасте 64 лет и старше.